# Radkovičky
Radkovičky (dříve obecně zvány jako Pastviska, německy Ratkow's Colonie nebo Margarethdorf) jsou osada v okrese Žďár nad Sázavou v kraji Vysočina. Jde o místní část obce Radkov. Radkovičky se nacházejí asi 17 km severovýchodně od Velkého Meziříčí a asi 26 km jihovýchodně od Žďáru nad Sázavou.
V Radkovičkách je registrováno 16 čísel popisných. Zastavěné území je roztroušeno na šest částí. Prochází tudy silnice III/3892. U domu čp. 50 stojí kříž se zlatým Ježíšem a zlatou Pannou Marií, který byl roku 1928 věnován rodinou Uhlířových. Další kříž, rovněž se zlatým Ježíšem, stojí u před křižovatkou silnic III/3892 a III/3893.
| Rok            | 1869 | 1880 | 1890 | 1900 | 1910 | 1921 | 1930 | 1950 | 1961 | 1970 | 1980 | 1991 | 2001 | 2011 | 2021 |
| -------------- | ---- | ---- | ---- | ---- | ---- | ---- | ---- | ---- | ---- | ---- | ---- | ---- | ---- | ---- | ---- |
| Počet obyvatel | –    | 67   | 49   | 43   | 53   | –    | 46   | –    | –    | 56   | 55   | 50   | 41   | 49   | 45   |
| Počet domů     | –    | 10   | 10   | 9    | 9    | 9    | 9    | –    | –    | 13   | 12   | 13   | 15   | 14   | 14   |